# VSK-100BP
VSK-100BP — белорусский автомат с компоновкой булл-пап под патрон 7,62 × 39 мм. Разработан компанией «Белспецвнештехника» на основе автомата VSK-100, производится ОАО «Кидма тек».

## История
В 2017 году ГВТУП «Белспецвнештехника» с дочерним предприятием ООО «БСВТ — новые технологии» начали работы по созданию в Белоруссии производств стрелкового оружия и боеприпасов. Одной из разработок стал автомат VSK-100BP. Запуск производства начался в январе 2020 года. Комплектующие к оружию производят в Минске, а сама сборка проходит в деревне Станьково под Дзержинском. Патроны 7,62 × 39 мм, предназначенные для автомата, также производятся в Белоруссии, а именно в Орше.
В ноябре 2020 года завершились полевые испытания стрелкового оружия и боеприпасов. В течение нескольких недель на базе 19-й отдельной механизированной бригады Северо-Западного оперативно командования по специальной методике проверялись автоматы VSK-100, VSK-100BP (булл-пап), патроны калибра 7,62 х 39, 9 х 19, а также пистолет ПВ-17.
VSP-100BP короче, с ним удобнее работать в помещениях и коридорах. Ствол меньше подбрасывает, поэтому улучшаются точность и кучность — примерно в 1,5 раза. Рычаг работы с заряжанием оружия уменьшился. Быстрее меняется магазин, передергивается затвор — почти на две секунды меньше, чем у обычного АК.